# Peter Westbrook
Peter Jonathan Westbrook (St. Louis, 16 aprile 1952 – New York, 29 novembre 2024) è stato uno schermidore statunitense, specializzato nella sciabola.

## Biografia
Sicuramente uno dei più longevi atleti in epoca moderna, in carriera partecipò ai Giochi della XXI Olimpiade di Montréal nel 1976, ai Giochi della XXIII Olimpiade di Los Angeles nel 1984 dove conquistò la medaglia di bronzo nel concorso individuale, ai Giochi della XXIV Olimpiade di Seul nel 1988, ai Giochi della XXV Olimpiade di Barcellona nel 1992 ed a 44 anni anche ai Giochi della XXVI Olimpiade di Atlanta nel 1996.
Nel 1991 fondò la The Peter Westbrook Foundation, associazione no-profit con lo scopo di diffondere la scherma nel difficile quartiere di Harlem a New York.
Westbrook morì a New York il 29 novembre 2024 all'età di 72 anni.

## Palmarès
In carriera ha conseguito i seguenti risultati:
- Giochi Olimpici:

Los Angeles 1984: bronzo nella sciabola individuale.
- Giochi Panamericani:

Città del Messico 1975: argento nella sciabola a squadre e bronzo individuale.
San Juan 1979: argento nella sciabola a squadre ed individuale.
Caracas 1983: oro nella sciabola a squadre ed argento individuale.
Indianapolis 1987: argento nella sciabola a squadre ed individuale.
L'Avana 1991: argento nella sciabola a squadre.
Mar del Plata 1995: oro nella sciabola a squadre ed individuale.